# Heinrich Schlik zu Bassano und Weißkirchen

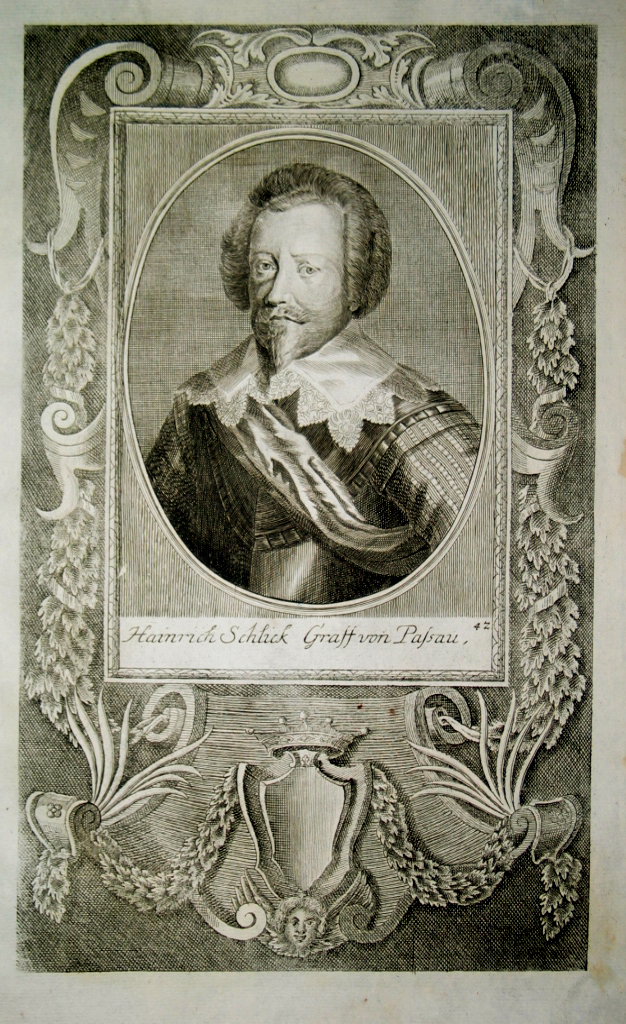
Heinrich von Schlick

Heinrich Graf Schlick zu Bassano und Weißkirchen (* 1580; † 5. Januar 1650 in Wien) war ein kaiserlicher Feldmarschall und Hofkriegsratspräsident.

## Leben
Er wurde geboren als Sohn des Georg Ernst von Schlik und seiner Gattin Sidonia Colonna von Fels und Schenkenburg. Seine Großmutter Katharina entstammte dem thüringischen Adelsgeschlecht von Gleichen-Tonna und war die Schwester des Kölner Chorbischofs Christoph von Gleichen († 1548).
Schlik machte als junger Mann im Heer des Generals Giorgio Basta die Feldzüge in Ungarn ab 1598 mit. Anfang des 17. Jahrhunderts trat er in spanische Dienste und kämpfte in den Niederlanden. Bei Ausbruch des Jülich-Klevischen Erbfolgestreits 1609 trat er wieder in den Dienst Kaiser Rudolfs II. und errichtete eine Kürassierkompanie, mit der er in Jülich und im Elsass kämpfte. Anschließend unternahm er eine Kavalierstour nach Frankreich und England und widmete sich mathematischen Studien. Danach diente er in raschem Wechsel unter den Fahnen von Pfalz-Neuburg, Braunschweig und Spanien.

## Dreißigjähriger Krieg
Zu Beginn des Dreißigjährigen Krieges erhielt Schlik 1621 das Kommando über ein kaiserliches Regiment. Mit diesem kämpfte er in Ungarn unter Bucquoy und 1622 in Schlesien unter Maximilian von Liechtenstein. 1625 wurde sein Regiment, das nunmehr 10 Infanteriekompanien mit insgesamt 2.000 Mann umfasste, der Armee Wallensteins eingegliedert und er selbst mit der Führung der gesamten Artillerie beauftragt.
Bei den Kämpfen in Mitteldeutschland wurde er von Wallenstein als Kommandant eines starken Reiterkorps mit der Besetzung Magdeburgs und Halberstadts beauftragt. An der Niederlage Mansfelds bei Dessau am 25. April 1626 hatte er hervorragenden Anteil und erhielt zusammen mit Aldringen ein kaiserliches Belobigungsschreiben. Bereits im Januar dieses Jahres war er zum kaiserlichen Feldzeugmeister über die Artillerie ernannt worden. Wallenstein verfolgte Mansfeld zuerst nach Schlesien und dann nach Ungarn. Schlik wurde dort mit der Leitung von Befestigungsarbeiten bei Komorn beauftragt. Bei einem Aufklärungsunternehmen entlang der Waag (in der heutigen Slowakei), das er mit 80 Reitern durchführte, wurde er von Truppen des Bethlen Gabor gefangen genommen. Er musste sich mit 20.000 Talern loskaufen. Nach seiner Rückkehr wurde er am 2. Juni 1627 zum Feldmarschall befördert. Als solcher nahm er am dänisch-niedersächsischen Krieg, in dem Wallenstein gegen den Dänenkönig Christian IV. erfolgreich war, teil und drang dabei mit seinen Truppen bis Jütland vor.
Nach dem siegreichen Abschluss dieses Feldzuges 1630 zog sich Schlik aus dem Kriegsdienst zurück. Nach mehreren vergeblichen Versuchen, ihm wieder ein Kommando zu übertragen, gelang es dem Kaiser, ihn zur Übernahme des Amtes des Hofkriegsratspräsidenten zu bewegen. Als solcher gehörte er zu den entschiedensten Gegnern Wallensteins. Nach dessen Fall und seinem blutigen Ende in Eger 1634 verblieb Schlik weiter auf seinem Posten an der Spitze des Hofkriegsrates. Nur einmal, als der schwedische General Königsmarck im Juli 1648, knapp vor dem Ende des Dreißigjährigen Krieges, die Prager Kleinseite eingenommen hatte und nach dem Prager Kunstraub die Altstadt belagerte, ließ er sich vom Kaiser überreden, die Operationen in Böhmen zu leiten. Von Budweis aus plante er den Entsatz der böhmischen Hauptstadt. Das Feldkommando über die dazu gesammelten Truppen hatte Johann Sigismund Mislik von Hirschov. Nach dem Friedensschluss kehrte Schlik nach Wien zurück und blieb bis zu seinem Tod in seinem Amt.
Neben seiner militärischen Tüchtigkeit und seiner politischen Klugheit rühmten seine Zeitgenossen auch sein vorzügliches Gedächtnis. Er habe sich nicht nur zeitlebens alle Ortschaften, Flüsse und Berge gemerkt, die er in seiner Laufbahn berührt hatte, sondern habe auch die Namen und Lebensumstände sämtlicher kaiserlichen Offiziere auswendig gewusst.

## Familie
Heinrich von Schlick konvertierte 1622 vom lutherischen zum katholischen Glauben und heiratete am 21. Februar 1623 Anna Maria von Salm-Neuburg (1598–1647), mit der er die beiden Kinder Franz Ernst und Maria Sidonia hatte.